# Unsere Liebe Frau von Tinos

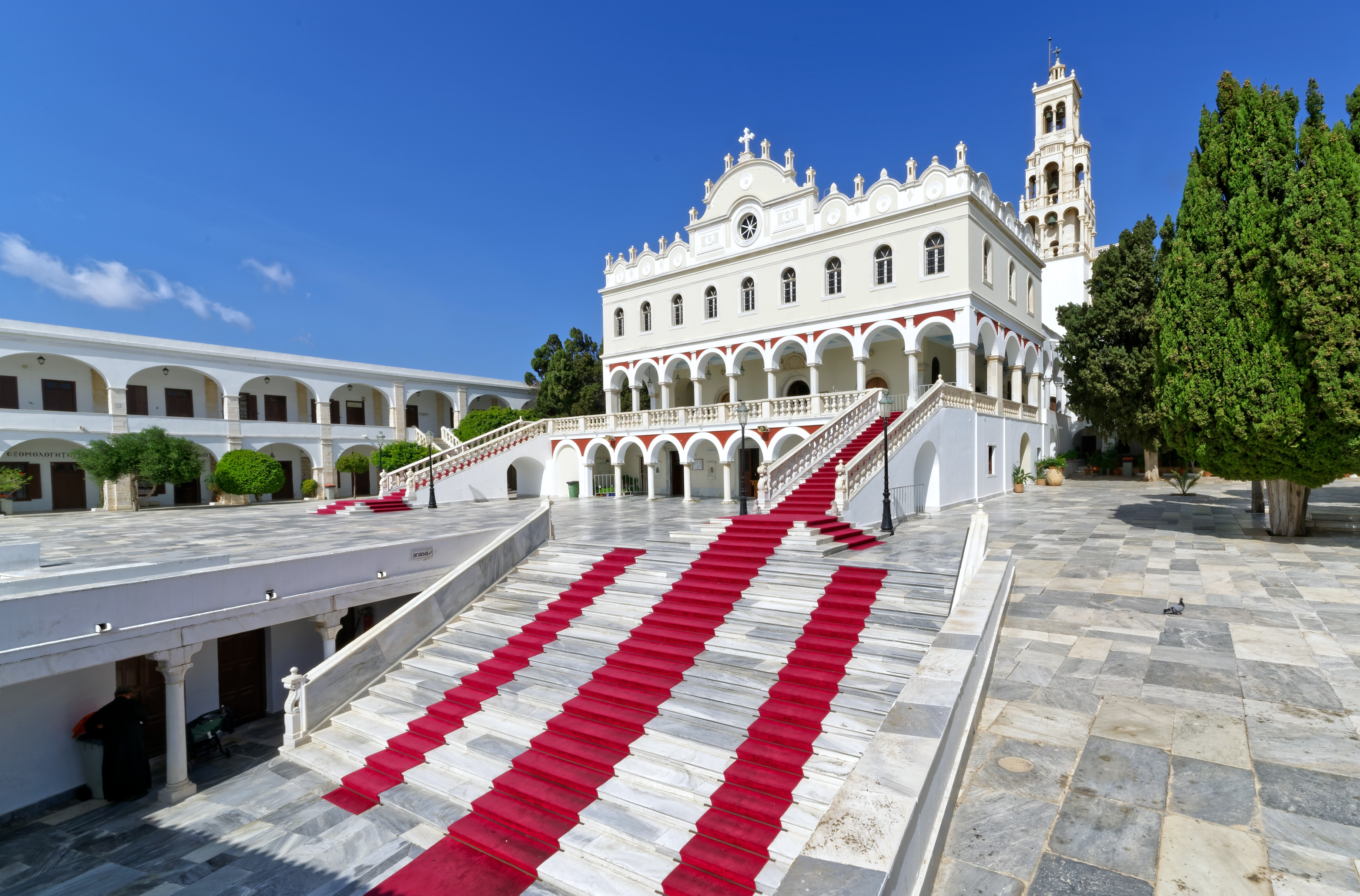
Unsere Liebe Frau von Tinos

Die Kirche Unsere Liebe Frau von Tinos, auch Panagía Evangelístria, (griechisch Παναγία Ευαγγελίστρια της Τήνου) ist eine griechisch-orthodoxe Kirche auf Tinos, einer Insel auf den griechischen Kykladen.
Die Kirche und ein Kloster wurden 1880 fertiggestellt. Tinos ist die wichtigste Marien-Wallfahrtsstätte Griechenlands und wird oft als „das griechische Lourdes“ bezeichnet. Im ganzen Jahr, vor allem am 25. März und zu Mariä Himmelfahrt am 15. August (in Griechenland gesetzlicher Feiertag) strömen mehrere zehntausend Pilger in die Wallfahrtsbasilika der Gottesmutter (Panagia Evangelistria), um das wundertätige Marienbild zu verehren.

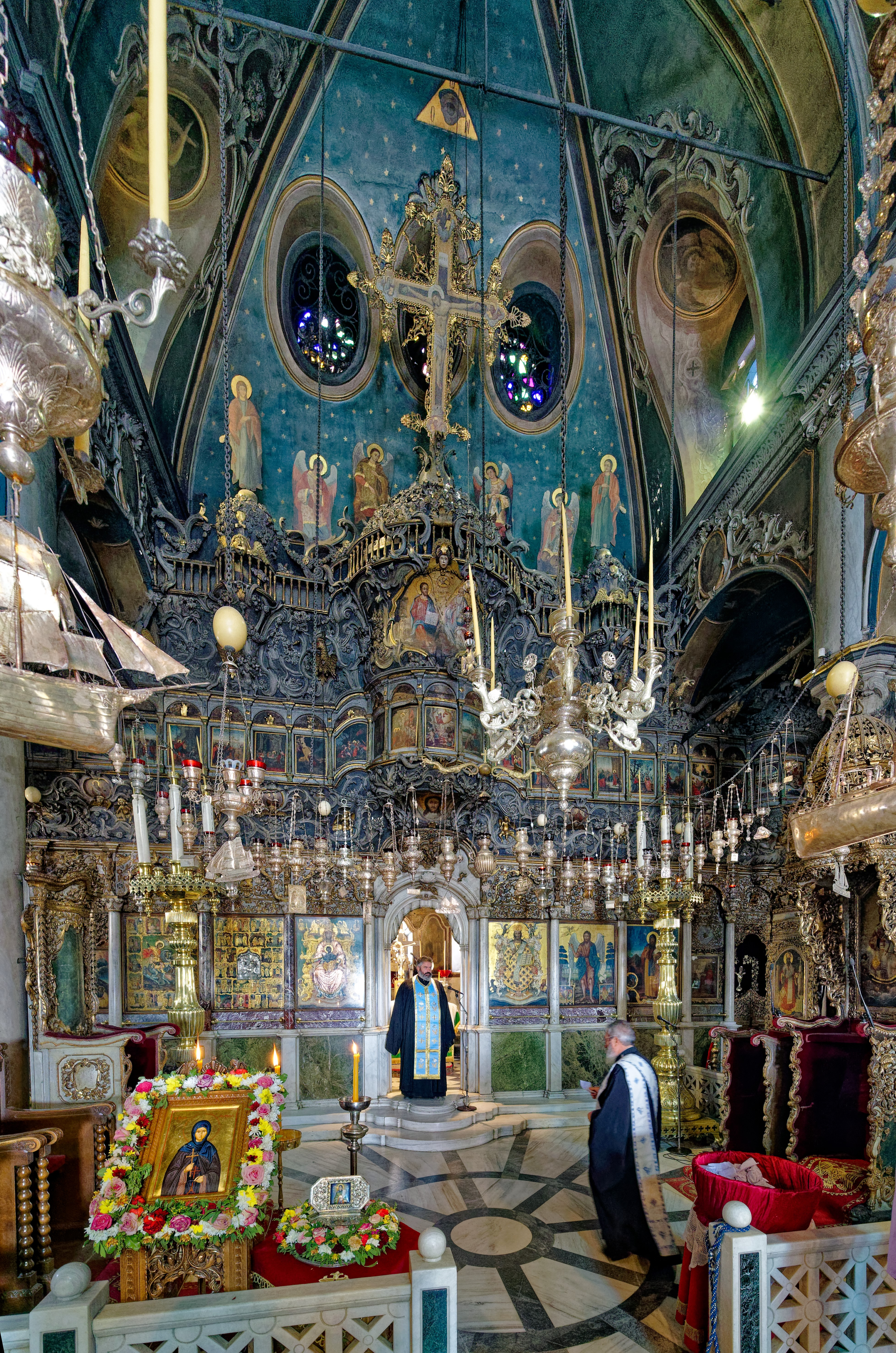
Blick in die Kirche